# A Plague Tale
A Plague Tale ist eine Action-Adventure- und Stealth-Videospiel-Reihe des französischen Entwicklerstudios Asobo Studio. Sie handelt von der Geschichte der Geschwister Amicia und Hugo de Rune im Zeitalter des Schwarzen Todes. Die Spiele werden aus der Third-Person-Perspektive gespielt.

## Hauptreihe

### A Plague Tale: Innocence
Am 14. Mai 2019 veröffentlichte Focus Home Interactive das von Asobo Studio produzierte A Plague Tale: Innocence als den ersten Teil der A-Plague-Tale-Reihe. Der Spieler folgt der Geschichte von Amicia und ihrer Familie durch die Schwierigkeiten, die die Pest in der Zeit des Schwarzen Todes und sämtliche Antagonisten mit sich bringen.

### A Plague Tale: Requiem
Am 18. Oktober 2022 veröffentlichte Focus Entertainment das von Asobo Studio produzierte A Plague Tale: Requiem. Es ist der zweite Teil der Reihe, damit die Fortsetzung der Handlung von A Plague Tale: Innocence etwa sechs Monate nach dessen Ereignissen und begleitet Amicia und Hugo de Rune durch den Süden Frankreichs, wobei das Gameplay um einige Details wie beispielsweise einer Art Röntgenblick und einer Armbrust erweitert wurde.

## Charaktere

### Wiederkehrende Charaktere

#### Personen
Amicia de Rune
Amicia de Rune (* um 1333 in Aquitanien, Frankreich) ist die Protagonistin der Reihe. Sie wird in der englischen Synchronisation von Charlotte McBurney und in der deutschen von Emma Herrmann gesprochen.
Sie ist die Tochter von Béatrice und Robert de Rune und wuchs privilegiert und wohlhabend auf, da die Familie de Rune von Adel war. Sie stand ihrer Familie sehr nah, allerdings wurde dieses Verhältnis mit der Zeit immer distanzierter. Zum Zeitpunkt des Spiels um 1348 war sie etwa 14 Jahre alt.
Amicia ist ein entschlossener und wagemutiger Charakter. Im Verlauf der Reihe muss sie lernen, sich um ihren ihr nicht gut bekannten Bruder Hugo zu kümmern, auf den sie etwas eifersüchtig ist, da sie seinetwegen ihre Mutter nur selten zu Gesicht bekommt und lediglich ihrem Vater nahesteht. Sie hatte schon in jungem Alter eine Vorliebe dafür, mit ihrer Steinschleuder Schießen zu üben.
Als sie sich um ihren Bruder kümmern muss, fängt sie schnell an, sich für ihn einzusetzen, vor Schaden zu bewahren, nimmt dafür sogar das Töten zahlreicher Menschen in Kauf und ist besorgt über seinen Gesundheitszustand. Nachdem sie zum ersten Mal einen Menschen getötet hat, gerät sie in einen Schockzustand, verliert über die Zeit in der Handlung von A Plague Tale: Innocence aber zunehmend ihre Skrupel.
 Hugo de Rune
Hugo de Rune (* um 1343 in Aquitanien, Frankreich) ist der jüngere Bruder von Amicia de Rune und der Deuteragonist der Reihe. Er wird in der englischen Synchronisation von Logan Hannan und in der deutschen von Lasse Fell gesprochen.
Hugo ist der Sohn von Béatrice und Robert de Rune und knapp zehn Jahre jünger als seine Schwester Amicia, also etwa fünf Jahre alt. Er wurde demnach etwa 1343 ebenfalls in Aquitanien geboren. Es wurde festgestellt, dass ein über 800 Jahre alter Fluch, eine Krankheit namens Prima Macula, im Blut der Familie verborgen ist, der mit Hugos Geburt in ihm erwachte. Mit Hilfe des Gelehrten Laurentius versuchten seine Eltern ihn von der Krankheit zu heilen. Er wurde vor allen versteckt gehalten, damit der Großinquisitor, Vitalis Bénévent, ihn nicht als Werkzeug für die Gewinnung von Macht durch die Macula missbrauchen konnte. Béatrice beschäftigte sich nur mit Hugo oder damit, eine Heilung für die Macula zu finden, wodurch sie Amicia und alle anderen vernachlässigte.
Er hat die typischen Eigenschaften eines Kindes im Alter von fünf Jahren: ist naiv und leichtgläubig, was durch die Isolation von der Außenwelt noch verstärkt wurde. Des Weiteren ist er sehr nachdenklich und empathisch, was sich unter anderem in einer Zwischensequenz bemerkbar macht, in der er sich bei Amicia entschuldigt, als sie versucht mit seiner Krankheit fertigzuwerden.
Hugo versucht zu verstehen, warum und was um ihn herum mit ihm und seinen Nächsten geschieht, kann den Umfang der Situationen aber nicht in Gänze erfassen. Dadurch, dass er noch nie getrennt von seiner Mutter war, bekommt er teils emotionale Ausbrüche, als er nicht mehr bei ihr war bzw. versuchte trotz großer Distanz und dem Unwissen, wo diese sich befand, zu seiner Mutter zu kommen, wodurch er Amicia beunruhigt. Hauptsächlich verlässt er sich auf sie, rennt aber vor Frustration weg, als Amicia ihm im zweiten Kapitel in einem Wutanfall sagt, dass Béatrice tot ist.
 Béatrice de Rune
Béatrice de Rune ist die Mutter der Geschwister de Rune. Sie wird in der englischen Synchronisation von Katherine Pageon und in der deutschen von Franziska Herrmann gesprochen.
Béatrice ist die Frau von Robert de Rune und hat in die Familie eingeheiratet. Sie ist eine Alchemistin und entdeckte zusammen mit Laurentius den Ursprung der Prima Macula im Blut der Familie. Mit ihm versuchte sie den Fortschritt der Macula zu bremsen und Hugo von der Außenwelt zu isolieren. Dennoch erfasste die Inquisition den Gesundheitszustand von Hugo und versuchte, ihn einzufangen. Ihre Arbeit an der Krankheit entfremdete sie immer weiter von Amicia, da sie ihre Tochter vor den Gefahren der Arbeit schützen wollte.
Béatrice ist sehr ruhig und besonnen und schaffte es trotz dem Fehlen wichtiger Bücher wie dem Sanguinis Itinera, den Fortschritt der Krankheit aufzuhalten. Sie ist eine fürsorgliche Person, was sich unter anderem darin äußert, dass sie ungeachtet ihrer großen Distanz zu Amicia für diese eine Schutzbereitschaft ausdrückt.
Während sie im Verlauf der Handlung von A Plague Tale: Innocence von der Inquisition gefangen genommen wurde, verriet sie ihren Sohn Hugo trotz aller Bemühungen derer durch beispielsweise Folter nicht.
 Lucas
Lucas (* um 1336 in Aquitanien, Frankreich) ist der Tritagonist der Reihe und stößt im vierten Kapitel zu Amicia und Hugo. Er wird in der englischen Synchronisation von Edin Hayhurst und in der deutschen von Laszlo Charisius gesprochen.
Über Lucas ist wenig bekannt, aber er ist sehr wahrscheinlich ein Waise oder wurde von seinen Eltern aufgegeben. In A Plague Tale: Innocence ist er etwa 12 Jahre alt. Einige Zeit vor 1348 wurde er von Laurentius als Lehrling eingestellt, vermutlich um dessen Arbeit fortzusetzen, wenn er aus gesundheitlichen Gründen nicht mehr arbeiten kann. Er lebte mit diesem auf seinem Hof.
Lucas denkt sehr analytisch und hat eine Faszination für Alchemie, Wissenschaft und das Durchforsten von Büchern auf der Suche nach neuem Wissen. Er kann spontan gute Lösungen für bestehende Probleme finden und scheut nicht davor zurück, mit Chemikalien zu experimentieren, wodurch er im Verlauf des Spiels Stoffe wie beispielsweise Ignifer entwickelt hat. Er ist auch in Stresssituationen besonnen und allgemein ein ruhiger Charakter.
Er ist sehr hilfsbereit und erklärt sich ohne Nachfrage bereit, Amicia und Hugo zu begleiten und sie in Hinsicht Alchemie zu unterstützen, wobei er auch in der Lage ist, kompliziertere Elixiere zu brauen, was er später auch mit Hilfe des von Amicia beschaffenen Sanguinis Itinera tut. Er hat kein Problem damit, Gewalttaten zuzusehen, hat aber wenig Interesse daran, sich selbst auf diese Art und Weise einen Vorteil zu verschaffen. Ein wenig Aufmerksamkeit braucht er dennoch von den Personen um sich herum. Mit Amicia kehrt er irgendwann zum Anwesen der de Runes zurück und hilft ihr dort, das Labor von Béatrice zu finden, um dort das für Hugo lebenswichtige Elixier herzustellen.
Lucas ist allgemein sehr locker, geduldig und reagiert selbst dann gelassen und humoristisch, wenn Amicia und Hugo ihn bei seiner Arbeit stören.

#### Gruppierungen
Ratten
Die Ratten stellen in der Reihe eine gegnerische bzw. verbündete Gruppe dar. Im Verlauf der Handlung von A Plague Tale: Innocence waren sie erst schwarz und bösartig, wobei gegen Ende eine weiße Art dazu kam, die die Gegnerfraktion repräsentierte, während die schwarzen zu dem Zeitpunkt von Hugo mit Hilfe der Macula gesteuert werden konnten und somit als Verbündete zu sehen sind. Beide Arten haben aber gemeinsam, dass sie alles, was ihnen im Weg steht dem Erdboden gleich machen, alles Fleisch, das sie finden können, in Sekunden vollständig auffressen, den Erdboden großräumig aushöhlen und nur eine Schwäche haben: Licht. Mit Hilfe von Licht ist es dem Spieler möglich, die Ratten, die für gewöhnlich in großen Schwärmen auftreten, bis auf wenige Meter auf Abstand zu halten.
 Inquisition
Die Inquisition war im Zeitraum des Spätmittelalters die Gerichtsbarkeit der katholischen Kirche und diente damit zur Verfolgung von Häretikern und Abtrünnigen. Im Spiel stellt sie neben den Ratten die hauptsächliche Antagonistenrolle dar und wird von Großinquisitor Vitalis Bénévent geleitet.

### Unikale Charaktere
Robert de Rune
Robert de Rune ist der Vater der Geschwister de Rune. Er wurde in der englischen Synchronisation von Alec Newman und in der deutschen von Nicolas König gesprochen.
Robert de Rune war ein Ritter und diente König Philipp IV und kämpfte im Krieg zwischen Frankreich und England mit. Später ging er in den Ruhestand und übernahm die Lordschaft der de Runes. Nach einem Spaziergang mit Amicia im September 1348 wurde er von Nicolaos im Anwesen der Familie getötet.
Robert einigte sich mit Béatrice darauf, Hugo um jeden Preis von der Außenwelt abzuschotten und zu behandeln, merkte aber schnell, dass sie sich dadurch von ihrer älteren Tochter Amicia distanzierten, weswegen Robert beschloss, mehr für sie da zu sein, während sich Béatrice der Krankheit von Hugo annahm.
 Mélie
Mélie ist die Zwillingsschwester von Arthur, die ab dem 6. Kapitel zu Amicia und Hugo stößt. Sie wird in der englischen Synchronisation von Tabitha Rubens und in der deutschen von Chloë Lee Constantin gesprochen.
Mélie wurde etwa 1332 in Aquitanien geboren und ist zum Zeitpunkt des Spiels 16 Jahre alt. Sie lebte einst mit ihrem Bruder Arthur bei ihrem gewalttätigen Vater, ist aber nachdem er „einmal zu viel zugeschlagen“ hat, weggelaufen und lebt seitdem auf der Flucht. Sie wandte sich dem Diebstahl zu, um zu überleben und erlernte das Knacken von Schlössern, während sich Arthur um die Ablenkung der Eigentümer kümmerte.
Mélie ist geschickt und aufmerksam, wenn es darum geht, etwas zu stehlen, um selbst zu überleben. Sie scheut das Beklauen anderer Menschen nicht, hat dennoch gute Absichten und versucht anderen den Gefallen zu erwidern, die ihr einen Gefallen tun. Sie ist ein offener Charakter und macht keinen Hehl aus ihren Emotionen.
Der Verlust ihres Bruders im Verlaufe des Spiels trifft sie sehr. Nachdem Rodric und Arthur sterben, wird sie zunehmend gewalttätig und psychisch labil. Am Ende des Spiels lässt sich darauf schließen, dass sie Hugo ein Stück weit für den Tod von Arthur und Rodric verantwortlich macht.
 Arthur
Arthur ist der Zwillingsbruder von Mélie. Er wird in der englischen Synchronisation von David Knight und in der deutschen von Jesse Grimm gesprochen.
Arthur ist wie Mélie auch bei seinem Vater aufgewachsen und später dann mit ihr davongelaufen. Er hatte ein Talent dafür, Leute abzulenken, was er verwendete, um es Mélie zu vereinfachen, andere Menschen zu bestehlen. Letzten Endes starb er durch Nicholas bei einem Rettungsversuch von Amicia vor diesem.
Wie Mélie auch, scheut er nicht davor zurück, Menschen für sein Überleben zu bestehlen und plündert im Verlauf des Spiels, kurz bevor er mit Mélie zu Amicia und Hugo stößt, dafür sogar die Leichen auf einem Schlachtfeld. Kurz nach der Befreiung von Amicia aus einem Militärlager, wird er selbst von der Inquisition gefangen genommen und befragt, wobei er trotz der Folter mitbekommt, dass Béatrice de Rune noch am Leben ist.
Er ist sehr bedacht darauf, seine Schwester zu schützen und riskiert dafür sogar sein eigenes Leben.
Arthur kann gut mit Sprengstoff umgehen, allerdings auch sehr leise sein, um keine Aufmerksamkeit zu erregen, wie das beispielsweise im Militärlager nötig war.
 Rodric
Rodric ist der Sohn eines Schmiedes, der von der Inquisition zu Tode gefoltert wurde. Er schließt sich der Gruppe bestehend aus Amicia, Hugo, Arthur und Mélie im zehnten Kapitel an. Er wird in der englischen Synchronisation von Max Raphael und in der deutschen von Janek Schächter gesprochen.
Rodric wurde als Sohn eines französischen Schmieds geboren. Dieser brachte ihm die Kunst des Schmiedens bei. Beide standen sich sehr nahe. Der Schmied wurde von einem Orden mönchähnlicher Leute gebeten, eine Tür zu bauen, die die verbotene Literatur im Keller der Universität schützen sollte, was er mit seinem Sohn dann auch machte. Später wurde er dann von der Inquisition gefangen und unter Folter gezwungen, die Tür zu öffnen, wobei er zu Tode kam. Rodric starb später im Jahr 1348, als er Amicia Hugo und Mélie mit einem Wagen vor den Schützen der Inquisition schützte, wobei er selbst durch die Pfeile getötet wurde.
Rodric ist gegen psychischen Schmerz vergleichsweise abgestumpft, hat aber trotzdem eine soziale Seite, auf Grund derer er sich auch sehr schnell mit der Gruppe versteht. Besonders sympathisch ist ihm dabei augenscheinlich Hugo.
Er ist ein sehr aufopferungsbereiter Charakter, riskiert und verliert sogar letzten Endes sein Leben, um das seiner Freunde zu schützen.
Er sucht sich zwischen verschiedenen Wegen immer den direktesten aus, ganz gleich wie schwer er auch ist, weswegen er beispielsweise eher Türen aufbricht, als einen Weg um sie herum zu finden. Zudem hilft er Amicia auch, im Weg stehende Soldaten der Inquisition lautlos auszuschalten. Trotz seines Temperaments erkennt er einen aussichtslosen Kampf wie z. B. im Keller der Universität, als er gemeinsam mit Amicia vor Vitalis und seinen Soldaten flieht.
 Nicholas
Nicholas (auch Seigneur Nicholas oder Lord Nicholaos) ist Hauptmann der Inquisition und der zweite Antagonist des Spiels. Er wird in der englischen Synchronisation von Mark Healy und in der deutschen von Holger Löwenberg gesprochen.
Über den Hintergrund von Nicholas ist nicht viel bekannt, allerdings lässt sich durch seine Nähe zu Vitalis eine lange und treue Dienstschaft für den Orden bzw. die Inquisition ableiten. Er wurde im späteren Spiel von Amicia und Hugo besiegt.
Nicholaos ist ein Charakter, der jeden Kollateralschaden in Kauf nimmt, den seine Taten zur Folge haben. Das gilt selbst dann, wenn er seine eigenen Männer wissentlich in den sicheren Tod schickt. Er ist ein Mann des schnellen Handelns, denkt aber trotzdem für sich über seine Taten nach.
 Vitalis Bénévent
Vitalis Bénévent (auch Monseigneur Vitalis) ist der Hauptantagonist des Spiels und Großinquisitor. Er wird in der englischen Synchronisation von Stéphane Cornicard und in der deutschen von Peter Weis gesprochen.
Innerhalb der Inquisition hat Vitalis den Rang des Großinquisitors erreicht oder wurde vom Papst zu diesem ernannt. Irgendwann erfuhr er von der Macula in Hugos Blut und ließ die Familie de Rune infolgedessen genau überwachen. Am Ende des Spiels wird er von Amicia getötet.
Vitalis ist ehrgeizig, manipulativ und skrupellos, wenn es beispielsweise darum geht, Hugo zu quälen, um mehr über ihn und seine Kräfte zu erfahren. Er ist egozentrisch und sieht die Amicia, Hugo und Mélie als „Relikte der alten Welt“ an.
Während Béatrice, Laurentius und Lucas die Prima Macula als Gefahr ansehen, die beseitigt werden muss, sieht Vitalis in ihr ein Werkzeug um Macht und Kontrolle über die Welt zu erlangen. Die Kraft ist so gewaltig, dass sie ihn in den Größenwahn treibt.